# 이회림 묘
이회림 묘는 서울특별시 도봉구 쌍문동 산 83-18에 있는 이회림 묘이다. 2017년 12월 21일 서울 도봉구의 향토문화재 제2호로 지정되었다.

## 지정 사유
이회림은 조선 초 문·무신으로 태종 때 원종공신에 책록되었으며, 사후 좌우정에 추증된 인물이다. 그의 부친인 이종무는 조선개국 원종공신이며, 그의 아들인 이석형은 조선 최초로 3과(생원과, 진사과, 식년문과)를 장원했던 인물이다.
묘는 정경부인 박씨와 합장묘로 상하(上下)로 조성되어 있어 조선 초기 분묘조성방식을 보여주고 있으며, 묘의 위치에 대한 내용은 조선 한문 4대가 중에 한 명인 월사 이정구 선생의 『월사집』에서도 확인할 수 있다.
이회림은 조선 초 최고의 지위를 얻었던 인물로 묘와 석물들을 통해 조선 초·중기 묘역의 특징을 알 수 있으며, 현재까지도 후손들에 의해 관리가 잘되고 있어 도봉구 향토문화재로 지정한다.